# Центральний економічний район (Росія)

Центральний економічний район на мапі Росії

Центральний економічний район — один з 11 економічних районів Російської Федерації. Його площа становить 486 тис. км². 

## Склад району
Центральний економічний район складається з 13 федеральних суб'єктів:
- Брянська область
- Володимирська область
- Івановська область
- Калузька область
- Костромська область
- Москва
- Московська область
- Орловська область
- Рязанська область
- Смоленська область
- Тверська область
- Тульська область
- Ярославська область

Центр економічного району — Москва. 

## Економіко-географічне положення
Центральний економічний район має достатньо вигідне економіко-географічне положення, хоча і не має значних запасів палива та сировини. Він розташований на перетині водних та сухопутних доріг, які завжди сприяли зближенню великих російських земель, розвитку торгівлі та інших видів економічних зв'язків. Водна магістраль — річка Волга і її притоки. У районі історично складалися культурно-моральні, господарські, політико-управлінські засади централізованого Російської держави. Основні галузі спеціалізації: транспортне машинобудування, електротехнічна, радіоелектронна промисловість, легка (переважно текстильна), хімічна промисловість, а також виробництво будівельних матеріалів. Сільське господарство приміської орієнтації (овочівництво, картоплярство, молочне скотарство). 

## Населення
Населення за даними перепису 2010 склало 30,5 млн осіб